# Городское поселение Луховицы
Городское поселение Луховицы — упразднённое в 2017 году муниципальное образование упразднённого Луховицкого муниципального района Московской области.
Крупнейший населённый пункт — город Луховицы.

## География
Расположено в северо-западной части Луховицкого района. На востоке граничит с сельскими поселениями Краснопоймовским и Головачёвским, на юго-востоке — с сельским поселением Фруктовским, на юге и западе — с сельским поселением Астаповским, а также муниципальными образованиями Коломенского района: сельским поселением Акатьевским и городским округом Коломна — на северо-западе, сельским поселением Заруденским — на севере. Площадь территории городского поселения составляет 11 701 га

## Население
| 2006    | 2007    | 2008    | 2009    | 2010    | 2011    |
| ------- | ------- | ------- | ------- | ------- | ------- |
| 31 884  | ↗32 139 | ↘31 915 | ↗31 969 | ↘29 884 | ↘29 846 |
| 2012    | 2013    | 2014    | 2015    | 2016    | 2017    |
| →29 846 | ↘29 804 | ↘29 781 | ↗29 930 | ↗30 095 | ↗30 312 |

## Состав
Городское поселение Луховицы включает два населённых пункта:
| Тип     | Название       | Население, чел. |
| ------- | -------------- | --------------- |
| город   | Луховицы       | ↘29 808         |
| посёлок | станции Чёрная | ↗41             |

## Органы власти
Органы самоуправления городского поселения Луховицы представлены Советом депутатов городского поселения Луховицы и администрацией городского поселения Луховицы. Также на территории города находится администрация и Совет депутатов Луховицкого муниципального района.
С 2005 года проходит реформа местного самоуправления. 5 сентября 2005 года была избрана новая городская власть — Глава городского поселения Луховицы и городской Совет. Первым Главой городского поселения был Луховицы избран В. С. Тимофеев. Цель реформы — приблизить местную власть к народу, сделать более эффективным участие жителей города в самоуправлении.
На октябрьских выборах 2009 года победу одержал представитель ЛДПР Сергей Анатольевич Столяров. Также был избран и новый Совет депутатов из 20 человек, преимущественно беспартийных.